# Antoni Pau Centena
Antoni Pau Centena (Serrallonga, 16 de maig del 1616 - Barcelona, 11 de desembre del 1691) va ser un religiós nascut al Vallespir que s'establí a Barcelona.

## Biografia
Estudià a Camprodon i posteriorment a les universitats de Perpinyà, València, Barcelona i Salamanca i s'especialitzà en teologia. Després de ser ordenat sacerdot pel bisbe de Barcelona, va ser rector d'Orpí i de Sant Fèlix de Sabadell (1644-1654). A Sabadell gestionà la vinguda d'una comunitat de frares caputxins, que van fundar el primer convent que hi hagué a la ciutat. Atès que gaudia d'un gran prestigi com a músic, va ser el primer clergue de la capital vallesana que fomentà l'educació musical dels ciutadans.
Renuncià al rectorat per traslladar-se a Roma (1655), on Alexandre VII li atorgà el títol de degà de la catedral de Barcelona i el de prior de Sant Joan d'Isil el 16 de maig del 1658.
L'Escola de Crist comissionà Agustí Antoni Minuart i Parets perquè n'escrigués una biografia laudatòria, El solitario en poblado. Vida del venerable e ilustre doctor Antonio Pablo Centena.

El seu epitafi feia: 
| « | Antonius Paulus Centena, Sanctæ Theologiæ Doctor, Hujus almæ eeclesiæ Decanus. Vir Vitâ conspicuus, pænitentiâ stylita: In frequentibus Dæmonum victoriis Alter Antonius; Novus solitarius in civitate. Paulus moritur mundo Vivit in cœlo, Piâ credulitate. Obiit die 11 decembris M. DC. XCI. | » |
| — | |   |